# Бёдёр, Ласло
Ла́сло Бё́дёр (венг. Bödör László; род. 17 августа 1933[…], Будапешт) — венгерский футболист, играл на позиции нападающего.

## Биография

### Клубная карьера
Бёдёр отыграл в «Эстергоме», а затем присоединился к клубу «Дорог», за который отыграл один сезон. В 1956 году он присоединился к клубу МТК, за который отыграл девять сезонов, выиграл чемпионский титул 1958 года, а также становился серебряным и бронзовым призёром чемпионата. Помимо этого, в 1964 году МТК дошёл до Финала Кубка обладателей кубков УЕФА, где венгерский клуб проиграл лиссабонскому «Спортингу» в переигровке со счётом 1:0.
Завершил карьеру в клубе «Дебрецен» в возрасте 34 лет.

### Карьера в сборной
В составе сборной Венгрии был в заявке сборной на чемпионате мира 1962 года, но на поле так и не вышел.

## Достижения
МТК
- Чемпион Венгрии (1) : 1957/58